# SHAKE YOUR BODY FOR ME
『ARISAⅡ SHAKE YOUR BODY FOR ME』（アリサ・ツー・シェイク・ユア・ボディ・フォー・ミー）は、日本の女性歌手、観月ありさの2ndアルバム。発売日は1992年10月1日。規格品番：COCA-10186（CD）、COTA-2139（カセットテープ）。

## 解説
小室哲哉、中西圭三、小西貴雄、ANRIといった有名ミュージシャンが楽曲を提供している。小室哲哉の提供数はアルバムの半数を占める。
4thシングル「TOO SHY SHY BOY!」は、リミックスヴァージョンにアレンジして収録されている。
1曲目の「SHAKE YOUR BODY FOR ME」は、フジテレビ系ドラマ・ボクたちのドラマシリーズ『放課後』主題歌。

## 収録曲
1. SHAKE YOUR BODY FOR ME
  - 作詞・作曲・編曲：小室哲哉
2. GIVE ME YOUR LOVE TONIGHT
  - 作詞・作曲・編曲：小室哲哉
3. 恋人達のソネット
  - 作詞：大本友子 / 作曲：中西圭三・小西貴雄 / 編曲：小西貴雄
4. Wings Of Love
  - 作詞：吉元由美 / 作曲：清岡千穂 / 編曲：小西貴雄
5. WILD･ERS-ワイルダーズ-
  - 作詞：吉元由美 / 作曲：ANRI / 編曲：小倉泰治
6. HEAVENLY BLUE〜極上の青〜
  - 作詞・作曲：尾関昌也 / 編曲：船山基紀
7. 愛されてるって感じてる?
  - 作詞：吉元由美 / 作曲：中西圭三・小西貴雄 / 編曲：小西貴雄
8. TOO SHY SHY BOY!（EXTENDED NEW RE-MIX）
  - 作詞・作曲：小室哲哉 / 編曲：小室哲哉・COZY
9. GENERATION
  - 作詞・作曲：小室哲哉 / 編曲：小室哲哉・COZY
10. HE'S GONE
  - 作詞・作曲・編曲：小室哲哉